# Östasiatiska mästerskapet i fotboll för damer 2022
Östasiatiska mästerskapet i fotboll för damer 2022 var det åttonde östasiatiska mästerskapet för damer och avgjordes i Japan mellan 19 och 26 juli 2022, ursprungligen var turneringen tänkt att spelas i Kina.

## Gruppspel

### Tabell
| Nr | Lag              | S | V | O | F | GM | IM | MS | P |
| -- | ---------------- | - | - | - | - | -- | -- | -- | - |
| 1  | Japan            | 3 | 2 | 1 | 0 | 6  | 2  | +4 | 7 |
| 2  | Kina             | 3 | 1 | 2 | 0 | 3  | 1  | +2 | 5 |
| 3  | Sydkorea         | 3 | 1 | 1 | 1 | 6  | 3  | +3 | 4 |
| 4  | Kinesiska Taipei | 3 | 0 | 0 | 3 | 1  | 10 | −9 | 0 |

### Matcher
| 1           | 19 juli 2022 | Japan                               | 2 – 1           | Sydkorea      | Kashima Soccer Stadium                                   |                                                          |
| 16:00 UTC+9 | 16:00 UTC+9  | Hinata Miyazawa 33′ Fuka Nagano 65′ | (1 – 0) Rapport | 59′ Ji So-yun | Kashima Publik: 2 200 Domare: Pansa Chaisanit (Thailand) | Kashima Publik: 2 200 Domare: Pansa Chaisanit (Thailand) |
| 16:00 UTC+9 | 16:00 UTC+9  |                                     |                 |               | Kashima Publik: 2 200 Domare: Pansa Chaisanit (Thailand) | Kashima Publik: 2 200 Domare: Pansa Chaisanit (Thailand) |
| 16:00 UTC+9 | 16:00 UTC+9  |                                     |                 |               | Kashima Publik: 2 200 Domare: Pansa Chaisanit (Thailand) | Kashima Publik: 2 200 Domare: Pansa Chaisanit (Thailand) |

| 2           | 20 juli 2022 | Kina                                    | 2 – 0           | Kinesiska Taipei | Toyota Stadium                                           |                                                          |
| 15:30 UTC+9 | 15:30 UTC+9  | Zhang Linyan 12′ Su Hsin-yun 22′ (sjm.) | (2 – 0) Rapport |                  | Toyota Publik: 100 Domare: Edita Mirabidova (Uzbekistan) | Toyota Publik: 100 Domare: Edita Mirabidova (Uzbekistan) |
| 15:30 UTC+9 | 15:30 UTC+9  |                                         |                 |                  | Toyota Publik: 100 Domare: Edita Mirabidova (Uzbekistan) | Toyota Publik: 100 Domare: Edita Mirabidova (Uzbekistan) |
| 15:30 UTC+9 | 15:30 UTC+9  |                                         |                 |                  | Toyota Publik: 100 Domare: Edita Mirabidova (Uzbekistan) | Toyota Publik: 100 Domare: Edita Mirabidova (Uzbekistan) |

| 3           | 23 juli 2022 | Japan                                                                        | 4 – 1           | Kinesiska Taipei | Kashima Soccer Stadium                                           |                                                                  |
| 15:30 UTC+9 | 15:30 UTC+9  | Remina Chiba 14′ Mami Ueno 45+2′ Chang Su-hsin 57′ (sjm.) Yuika Sugasawa 72′ | (2 – 1) Rapport | 8′ Su Hsin-yun   | Kashima Publik: 1 051 Domare: Veronika Bernatskaia (Kirgizistan) | Kashima Publik: 1 051 Domare: Veronika Bernatskaia (Kirgizistan) |
| 15:30 UTC+9 | 15:30 UTC+9  |                                                                              |                 |                  | Kashima Publik: 1 051 Domare: Veronika Bernatskaia (Kirgizistan) | Kashima Publik: 1 051 Domare: Veronika Bernatskaia (Kirgizistan) |
| 15:30 UTC+9 | 15:30 UTC+9  |                                                                              |                 |                  | Kashima Publik: 1 051 Domare: Veronika Bernatskaia (Kirgizistan) | Kashima Publik: 1 051 Domare: Veronika Bernatskaia (Kirgizistan) |

| 4           | 23 juli 2022 | Kina            | 1 – 1           | Sydkorea       | Kashima Soccer Stadium                                 |                                                        |
| 19:00 UTC+9 | 19:00 UTC+9  | Wang Linlin 73′ | (0 – 1) Rapport | 34′ Choe Yu-ri | Kashima Publik: 352 Domare: Kate Jacewicz (Australien) | Kashima Publik: 352 Domare: Kate Jacewicz (Australien) |
| 19:00 UTC+9 | 19:00 UTC+9  |                 |                 |                | Kashima Publik: 352 Domare: Kate Jacewicz (Australien) | Kashima Publik: 352 Domare: Kate Jacewicz (Australien) |
| 19:00 UTC+9 | 19:00 UTC+9  |                 |                 |                | Kashima Publik: 352 Domare: Kate Jacewicz (Australien) | Kashima Publik: 352 Domare: Kate Jacewicz (Australien) |

| 5           | 26 juli 2022 | Sydkorea                                                                   | 4 – 0           | Kinesiska Taipei | Kashima Soccer Stadium                                |                                                       |
| 16:00 UTC+9 | 16:00 UTC+9  | Chang Chi-lan 35′ (sjm.) Kang Chae-rim 38′ Lee Min-a 40′ Ko Min-jung 90+1′ | (3 – 0) Rapport |                  | Kashima Publik: 347 Domare: Aye Thein Thein (Myanmar) | Kashima Publik: 347 Domare: Aye Thein Thein (Myanmar) |
| 16:00 UTC+9 | 16:00 UTC+9  |                                                                            |                 |                  | Kashima Publik: 347 Domare: Aye Thein Thein (Myanmar) | Kashima Publik: 347 Domare: Aye Thein Thein (Myanmar) |
| 16:00 UTC+9 | 16:00 UTC+9  |                                                                            |                 |                  | Kashima Publik: 347 Domare: Aye Thein Thein (Myanmar) | Kashima Publik: 347 Domare: Aye Thein Thein (Myanmar) |

| 6           | 26 juli 2022 | Japan | 0 – 0   | Kina | Kashima Soccer Stadium                                 |                                                        |
| 19:20 UTC+9 | 19:20 UTC+9  |       | Rapport |      | Kashima Publik: 901 Domare: Pansa Chaisanit (Thailand) | Kashima Publik: 901 Domare: Pansa Chaisanit (Thailand) |
| 19:20 UTC+9 | 19:20 UTC+9  |       |         |      | Kashima Publik: 901 Domare: Pansa Chaisanit (Thailand) | Kashima Publik: 901 Domare: Pansa Chaisanit (Thailand) |
| 19:20 UTC+9 | 19:20 UTC+9  |       |         |      | Kashima Publik: 901 Domare: Pansa Chaisanit (Thailand) | Kashima Publik: 901 Domare: Pansa Chaisanit (Thailand) |